# Ross–Fahroo擬譜法
Ross–Fahroo擬譜法（Ross–Fahroo pseudospectral methods）是由I. Michael Ross和Fariba Fahroo導入的方法，屬於擬譜最佳控制中的一部份。Ross–Fahroo擬譜法的例子有擬譜knotting法、平坦擬譜法、Legendre-Gauss-Radau擬譜法以及無限時域滾動最佳控制的擬譜法
。

## 簡介
Ross–Fahroo擬譜法是以位移過的高斯擬譜節點為基礎，位移是靠線性變換或是非線性變換，高斯擬譜點是由Gauss-Lobatto或Gauss-Radau分布，從勒让德多项式或切比雪夫多项式而來。Gauss-Lobatto擬譜點可以用在有限時域滾動的最优控制問題，而Gauss-Radau擬譜點可以用在無限時域滾動的最优控制問題。

## 數學應用
Ross–Fahroo擬譜法可以由Ross–Fahroo引理求得，可以應用在統御方程是微分方程、微分幾何方程、微分包含式的系統，及微分flat系統的。在經過簡單的定義域變換後，也可以應用在無限時域滾動的最优控制問題
。Ross–Fahroo擬譜法也是貝爾曼擬譜法的基礎。

## 飛航應用及獎項
TRoss–Fahroo擬譜法已用在全世界的許多實驗室及實務應用中。NASA在2006年時用Ross–Fahroo擬譜法實現了国际空间站的零燃料機動（zero propellant maneuver）降落。為了表彰這些進步的成果，AIAA將2010年飛行力學和控制獎（2010 Mechanics and Control of Flight Award）頒給Ross及Fahroo，原因是「改變飛行力學的現狀」。Ross也獲選為美國太空學會（AAS）的Fellow，原因是「在擬譜最佳控制中開創性的貢獻。」

## 特點
Ross–Fahroo擬譜法有一個重大特點，和以往強調「直接法」或「間接法」的其他方式不同。透過 Ross 及 Fahroo結合了相關定理，證明了可以設計在「直接法」及「間接法」上都等效的擬譜最佳控制法。因此設計者可以直接用他們設計的方法為「直接法」，同時自動產生一個準確的對偶問題，為「間接法」。這種革命性的作法讓Ross–Fahroo擬譜法廣為使用。

## 軟體應用
Ross–Fahroo擬譜法已實現在MATLAB的最佳控制求解器DIDO。